# Lực lượng biệt kích Hoa Kỳ và đồng minh trong Chiến tranh Việt Nam
Lực lượng biệt kích Hoa Kỳ và đồng minh trong Chiến tranh Việt Nam nói về những đơn vị quân sự đặc biệt trong Chiến tranh Việt Nam hoạt động dưới sự điều hành trực tiếp hoặc chỉ đạo gián tiếp của CIA và sau đó là MACVSOG.

## Cố vấn và huấn luyện lực lượng biệt kích Việt Nam Cộng hòa
Tháng 2 năm 1956, sau khi tiếp nhận căn cứ GCMA (Groupement de Commandos Mixtes Aéroportés, Lực lượng biệt kích không vận hỗn hợp) của Pháp tại Nha Trang, với sự trợ giúp của Phái bộ Cố vấn Quân sự (Military Assistance Advisory Group - MAAG) Mỹ tại Việt Nam, Tổng thống Ngô Đình Diệm đã cho thành lập Trung tâm Huấn luyện Biệt động đội, nhằm xây dựng cơ sở huấn luyện biệt kích cho VNCH với ngân sách do Mỹ đài thọ.
Giữa năm 1957, CIA tuyển mộ một số thành viên lực lượng Mũ nồi xanh của Liên đoàn Biệt kích số 1 Hoa Kỳ sang Việt Nam làm nhiệm vụ huấn luyện 58 binh sĩ và sĩ quan VNCH để thành lập đơn vị biệt kích đầu tiên của VNCH dước tên gọi Liên đoàn Quan sát số 1, với nhiệm vụ tình báo quân sự, bí mật xâm nhập hàng ngũ đối phương ở khắp nông thôn miền Nam. Về danh nghĩa, Liên đoàn Quan sát số 1 trực thuộc Sở Liên lạc, sau đổi tên thành Sở Khai thác Địa hình, trực thuộc Phủ Tổng thống Việt Nam Cộng hòa. Trên thực tế, toàn bộ công tác huấn luyện và chỉ huy hoạt động biệt kích đều do phân bộ CIA tại Việt Nam phụ trách. Phía VNCH chỉ làm công tác tuyển mộ và tham gia công tác điều hành.
Cuối năm 1958, dưới sự tài trợ của Ban ngoại vụ Phân bộ CIA tại Việt Nam, Sở Liên lạc phát triển một cơ quan bí mật, mang mật danh Phòng 45, đặc trách công tách huấn luyện các toán biệt kích phá hoại, thám sát, trinh sát và viễn thám, thu thập thông tin tình báo quân sự ở ngoài lãnh thổ VNCH, gồm Campuchia, Lào, và quan trọng nhất là sâu trong vùng kiểm soát của Việt Nam Dân chủ Cộng hòa. Toàn bộ thành viên người Việt của các toán biệt kích thuộc phòng 45 đều là người gốc miền Bắc, gồm cả quân sự lẫn dân sự, trong đó có một số lượng lớn là người dân tộc thiểu số, với mục đích dễ dàng xâm nhập vào sâu lãnh thổ miền Bắc.
Một cơ quan khác là Phòng 55, đặc trách các hoạt động biệt kích trong vùng kiểm soát của đối phương trên lãnh thổ VNCH, cũng đóng một vai trò rất quan trọng. Ấn tượng trước khả năng tác chiến của các toán biệt kích, tháng 2 năm 1960, Tổng thống Diệm đã chỉ thị thành lập các đại đội Biệt động quân, huấn luyện kỹ năng hành quân độc lập, tác chiến chống du kích theo mô hình của các toàn biệt kích. Một số sĩ quan người Việt thuộc Liên đoàn quan sát số I được chuyển sang làm thành phần nòng cốt của Biệt động quân. Chiến thuật tác chiến ban đầu của các đại đội Biệt động quân chủ yếu là trang bị vũ khí gọn nhẹ với quần áo bà ba đen, cơ động truy kích và tiêu diệt các đơn vị du kích Cộng sản hoạt động trên địa bàn.
Ngoài ra, từ năm 1961, Sở còn thành lập thêm một số đại đội Biệt cách dù biệt lập để làm thành phần hỗ trợ, ứng cứu cho những toán nhảy qua Lào hay ở những vùng biên giới nguy hiểm.
Bên cạnh đó, một nhiệm vụ khác, tuy không chính thức, nhưng được xem là ưu tiên nhất của Sở Liên lạc là chỉ huy lực lượng cơ động tinh nhuệ chuyên dùng để bảo vệ Phủ Tổng thống chống những cuộc đảo chính. Chính vì vậy, mặc dù các hoạt động tung gián điệp biệt kích ra miền Bắc tỏ ra kém hiệu quả, quân số của Liên đoàn quan sát số 1 vẫn phát triển không ngừng. Tháng 11 năm 1961, Liên đoàn quan sát số 1 được đổi tên thành Liên đoàn 77. Tháng 2 năm 1963, Liên đoàn 31 được thành lập. Ngày 15 tháng 3 năm 1963, Tổng thống Diệm ra quyết định thành lập Lực lượng đặc biệt trên cơ sở bộ máy của Sở Khai thác địa hình và 2 đơn vị tác chiến là Liên đoàn biệt kích 77 và 31. Về nguyên tắc, Lực lượng đặc biệt được chuyển thuộc sang Bộ Quốc phòng, có quy mô tương đương cấp Lữ đoàn, nhưng trên thực tế, Tổng thống có toàn quyền điều động đơn vị này thông qua một cơ quan chỉ huy trực tiếp là Phòng Liên lạc Phủ Tổng thống, mà thực chất chính các Bộ chỉ huy Lực lượng đặc biệt, do Đại tá Lê Quang Tung làm Chỉ huy trưởng.

## Tái tổ chức Lực lượng Dân binh Tự vệ Mèo
Ngay từ năm 1951, khi cuộc chiến tranh Đông Dương dần chuyển sang chiều hướng có lợi cho Việt Minh, Thiếu tá Roger Trinquier, thuộc Lực lượng biệt kích không vận hỗn hợp (Groupement de Commandos Mixtes Aéroportés - GCMA), thông qua từ trưởng Touby Ly Foung, đã tổ chức và tài trợ cho lực lượng dân binh biệt kích người Mông tại vùng Thượng Lào, dùng chiến thuật du kích, gây nhiều khó khăn cho Quân đội Nhân dân Việt Nam và Pathét Lào. Tuy nhiên, sau khi quân Pháp rút quân khỏi Đông Dương, hầu hết các đơn vị biệt kích này bị bỏ rơi. Một số ít được Touby Ly Foung giữ lại làm đội cận vệ riêng.
Năm 1959, 2 nhân viên CIA là Lucien Conein và Edgar "Pop" Buell thâm nhập vùng Thượng Lào liên kết với các thủ lĩnh người Mông nhằm tạo đồng minh trong cuộc chiến chống lại hoạt động của lực lượng Cộng sản. Thay vì chọn Touby Ly Foung, vốn đang tìm kiếm vị thế chính trị trong chính phủ liên hiệp Lào, CIA lại chọn một thủ lĩnh Mông trẻ, quyết liệt hơn để chỉ huy lực lượng dân binh biệt kích mới do CIA trực tiếp huấn luyện và điều hành. Đó chính là Thiếu tá Vàng Pao.

## Rút lui khỏi chiến trường
Cũng chiến đấu trong hàng ngũ quân lực Việt Nam Cộng Hòa, nhưng được trực tiếp tuyển mộ, trả lương và chỉ huy bởi người Mỹ, là các binh lính biệt kích người gốc Nùng và người Thượng (Montagnard). Có khoảng 500 người gốc Bắc được huấn luyện và thả dù ra miền Bắc để thu thập tin tức, phá hoại, nhưng tất cả đều bị giết hoặc bắt sống, bị đi tù hàng chục năm. Năm 1973, khi quân đội VNDCCH tiến hành trao đổi tù binh với Hoa Kỳ và quân Việt Nam cộng hòa, phía Việt Nam coi những lính biệt kích này là lính đánh thuê, không được xếp loại tù binh chiến tranh nên không được trao trả. Hiện nay chừng 150 người còn sống đã đi định cư ở Hoa Kỳ, nhưng vẫn còn nhiều người còn ở Việt Nam.
Nhiều người khác phục vụ trong các đội biệt kích SOG của Mỹ. Tổng cộng lực lượng biệt kích SOG lên đến trên 2.000 lính Mỹ và chừng hơn 8.000 lính đánh thuê, phần nhiều là người Thượng và người Nùng và một số người Việt. Số quân Mỹ đa phần mang cấp bậc sĩ quan và hạ sĩ quan, đa phần là các binh lính thiện chiến, dày dặn kinh nghiệm, nhiều thành tích chiến trường, được tuyển chọn kỹ lưỡng từ nhiều binh chủng. Số quân đánh thuê bản xứ cũng được huấn luyện và trang bị đặc biệt. Các sĩ quan Việt Nam Cộng hòa trong các đơn vị phối thuộc, nhất là các phi công, cũng có nhiều người được đánh giá là kiệt xuất, ông Nguyễn Cao Kỳ khi còn chưa tham gia chính trường cũng đã từng tham gia bay tung biệt kích dù ra bắc. Rất nhiều người bị giết trong các điệp vụ biệt kích. Thông thường một toán biệt kích thường bao gồm 2-3 lính Mỹ, và chừng 6-9 lính đánh thuê người Nùng hoặc người Thượng. Ngoài ra người Mỹ còn thành lập nhiều đại đội biệt kích gọi là Hatchet force hay Mike force.
Quân lực Việt Nam Cộng hòa cũng có các lực lượng biệt kích tương tự, nhưng không thấy nói đến sự phối hợp giữa quân biệt kích Mỹ và biệt kích Việt Nam Cộng hòa, vì lý do an ninh, tất cả các hoạt động của SOG đều do người Mỹ đảm trách. Nhiệm vụ của các toán biệt kích rất nguy hiểm, nhiều toán bị tiêu diệt hoàn toàn, các lực lượng giải cứu cũng phải chấp nhận nhiều thiệt hại khi giải cứu các nhóm biệt kích, bị mất nhiều trực thăng và phi công giỏi.
Cho tới 1972, hoạt động của các nhóm biệt kích trở nên đặc biệt khó khăn, thời gian hoạt động của các toán biệt kích từ khi được trực thăng vận vào hậu phương đối phương dọc đường mòn Hồ Chí Minh giảm đi từ hàng tuần lễ như khi mới bắt đầu chương trình còn vài giờ. Họ nhanh chóng bị phát hiện, bao vây, phải được ứng cứu để rút ra nếu không muốn bị bao vây tiêu diệt hoặc bắt sống. Quân đội Nhân dân Việt Nam ngày càng trở nên hữu hiệu trong các hoạt động chống biệt kích, như sử dụng các đội đặc nhiệm chống biệt kích, phối hợp các lực lượng tại chỗ để truy quét, đặt các quan sát viên ở các vùng khả nghi là bãi đáp trực thăng, cài người xâm nhập vào căn cứ biệt kích, thậm chí dùng đặc công đánh vào căn cứ biệt kích ở ngay Đà Nẵng...
Đặc biệt, khi chiến tranh kết thúc, người Mỹ mới được biết là tin tức hoạt động của các nhóm biệt kích bị lộ từ những nguồn cao nhất. Một trong những tùy viên của tướng Cao Văn Viên, tổng tham mưu trưởng quân đội Việt Nam Cộng hòa đã cung cấp những tin tức chính xác về thời gian, địa điểm hoạt động của các toán biệt kích SOG, nên Quân đội Nhân dân Việt Nam đã có thể tiến hành các hữu hiệu các biện pháp đối phó.
Một trong những tổn thất nặng nề nhất của SOG là trận Làng Vây vào tháng 2 năm 1968. Chừng một tiểu đoàn Quân Giải phóng có xe tăng yểm trợ đã chọc thủng hàng rào phòng ngự Làng Vây do nhiều đại đội biệt kích Thượng trấn giữ, tổng số lên đến hơn 500 người, được 24 cố vấn Mỹ chỉ huy. Căn cứ Làng Vây thất thủ, Bộ đội Quân Giải phóng chiếm giữ làng Vây trong nhiều giờ trước khi rút đi, các hoạt động cứu viện của Mỹ quá yếu ớt và quá chậm nên không có tác dụng gì, và lại mất thêm một số thương vong nữa. Lính thủy đánh bộ Mỹ từ căn cứ Khe Sanh cũng từ chối ứng cứu Làng Vây do sợ bị phục kích. Kết quả lực lượng phòng ngự Làng Vây bị tiêu diệt gần như hoàn toàn, người Mỹ cũng bỏ hoang căn cứ Làng Vây từ đó.
Hiện chưa có số liệu thống kê, chỉ biết rằng riêng số lính biệt kích Mỹ có ít nhất hơn 300 người bị giết, trong đó có 57 người mất tích, chưa kể đến số phi công bị bắn rơi và nhân lực phụ trợ, hơn thế nữa, đa phần số bị chết và bị thương đều là hạ sĩ quan và sĩ quan. Theo Schultz, thương vong trong các toán SOG lên đến trên 50%, nhiều người bị thương nhiều lần. Theo Plaster, nếu một lính biệt kích SOG đi đến lần thứ 12 mà vẫn chưa bị giết thì đã là một điều đáng ngạc nhiên. Số lính đánh thuê người Nùng và người Thượng chắc chắn còn bị thương vong cao hơn gấp nhiều lần.
Sau khi Tổng thống Việt Nam Cộng Hòa đầu hàng ngày 30 tháng 4 năm 1975, có nhiều toán biệt kích người gốc Khmer Krom bỏ chạy sang Campuchia, định kết hợp với chính quyền Khmer Đỏ tiếp tục cuộc chiến chống Việt Nam. Tuy nhiên số biệt kích này, tổng cộng lên đến 2000 người bị quân Khmer Đỏ nghi ngờ và tàn sát. Một số khác gia nhập lực lượng FULRO trở lại Việt Nam tiếp tục chống phá chính quyền Cộng sản.

## Những kết quả muôn mặt
Đầu năm 1961, Tổng thống Kennedy ký lệnh triển khai "chiến dịch chiến tranh bí mật phá hoại miền Bắc Việt Nam", với mục đích "đánh vào nguồn gốc xâm lược" từ Bắc Việt Nam. Chiến dịch này nằm dưới sự chỉ đạo của CIA, sau được Lầu Năm Góc tiếp quản năm 1964, đã đề ra các biện pháp chủ yếu là sử dụng Lực lượng Đặc biệt của Việt Nam Cộng hòa (gián điệp biệt kích) còn gọi là "Liên đội Quan sát số 1" thuộc Sở Liên lạc Tổng thống phủ (cơ quan tình báo trung ương Việt Nam Cộng hòa), gồm phần đông là lính Việt Nam Cộng hòa gốc từ miền Bắc di cư do CIA và Lực lượng Đặc biệt Mỹ trực tiếp chỉ đạo, huấn luyện, trang bị để đột nhập vào phá hoại miền Bắc. Hình thức chủ yếu là sử dụng các Tiểu đội Biệt kích Dù.
Đến năm 1968 thì các chiến dịch đều đã thất bại nặng nề khi gần 500 lính biệt kích bị giết, bị bắt hoặc trỏ thành điệp viên hai mang Cựu bộ trưởng quốc phòng Mỹ Robert S. McNamara và cựu Tư lệnh các Lực lượng Mỹ tại Việt Nam, tướng William C. Westmoreland, đã bị chỉ trích nặng nề vì chiến dịch trên. Chương trình đã được đặc tả trong cuốn sách của Sedgwick Tourison nhan đề "Secret Army, Secret War: Washington's Tragic Spy Operation in North Vietnam" (Naval Institute Special Warfare) viết tháng 9 năm 1995. Sự thât bại của chiến dịch này thảm hại đến nỗi nếu chỉ riêng ngành Công an Việt Nam Dân Chủ Cộng hòa với 19 chuyên án đã câu nhử, bắt sống và tiêu diệt được 121 lính biệt kích.